# الثقب المحلي
الثقب المحلي أو KBC Void (بالإنجليزية: Local Hole)‏ هي منطقة فضاء هائلة وخالية نسبيًا، سميت على اسم علماء الفلك رايان كينان وإيمي بارجر ولينوكس كووي، الذين درسوها في عام 2013. كان وجود نقص محلي هو الموضوع للعديد من المؤلفات والمقالات البحثية.

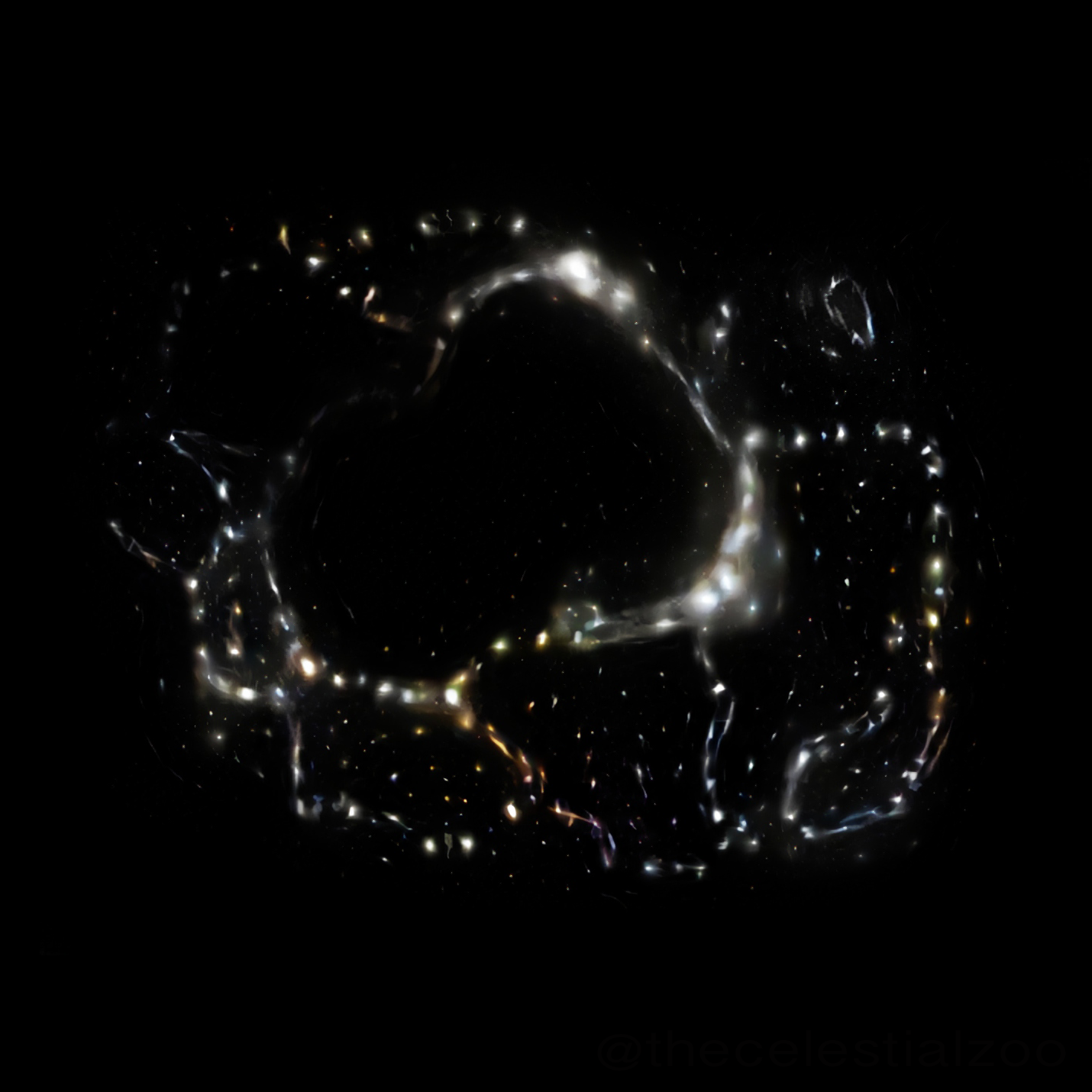
صورة توضح KBC Void والخيوط والجدران المحيطة به.